# Lilian Bardet
Lilian Bardet est un pongiste français, né le 3 janvier 2001 à Tours (Indre-et-Loire).

## Biographie
Il a été baigné dans le tennis de table dès son plus jeune âge puisque son père et son grand frère pratiquaient aussi ce sport. Il a commencé à jouer « pour rigoler »  et il a vite été repéré pour devenir très rapidement l’un des meilleurs jeunes de France.
Il commence au club tourangeau la 4S Tours pour passer par différentes écoles de sport-étude, à Tours puis à Nantes pour enfin intégrer à 18 ans l’INSEP qu’il a quitté en septembre pour revenir s’entraîner à Tours.
Il rejoint le club de Rouen au cours de l'été 2023 avec qui il évolue dans le championnat de pro A.
En février 2024, il est médaillé d'argent aux Championnats du monde de tennis de table par équipes 2024, à Busan (Corée du Sud), avec Alexis Lebrun, Simon Gauzy, Félix Lebrun et Jules Rolland. L'équipe de France est défaite en finale par la Chine (3 matchs à 0). Cela faisait 27 ans que l'équipe de France masculine n'avait pas remporté de médaille aux championnats du monde par équipes (la dernière étant également une médaille d'argent en 1997).
Lors de la saison 2024 du circuit WTT, il atteint la finale en double avec Jules Rolland du tournoi WTT Contender de Rio de Janeiro.
Son premier résultat notable en simple dans un tournoi majeur du circuit WTT l'emmène en quart de final de l'United States Smash de la saison 2025 face à Félix Lebrun, après avoir battu au premier tour Liang Jingkun (numéro 5 mondial),. Il est alors issue des qualifications et au 84ème rang mondial au premier jour de la compétition.

## Palmarès

### Palmarès jeune
- Médaillé de bronze aux Championnats d’Europe jeunes par équipes en double juniors (2019)
- Champion de France Juniors en simple (2018)
- Champion de France Juniors en double (2017)
- Champion de France Cadets en double (2015)
- Champion de France Minimes en simple (2014)
- Vice-champion de France Juniors en simple (2017)
- Vice-champion de France Minimes en double (2014)

### Palmarès senior

#### Championnats du monde
- Médaille d'argent aux Championnats du monde par équipes (2024)[5]

#### Circuit WTT
- Médaille d'argent au WTT Contender de Rio de Janeiro en double (2024)[6]
- Médaille d’argent au WTT Feeder de Cagliari en simple (2024)
- Médaille de bronze au WTT Contender de Muscat en simple (2025)